# Alonso Núñez de Reinoso
Alonso Núñez de Reinoso, narrador y poeta español del Siglo de Oro, autor de la primera novela bizantina de la literatura española.
Es poco lo que se sabe sobre él. Era de origen judío, nació en Guadalajara, estudió en Salamanca y pasó temporadas en Ciudad Rodrigo, donde fue amigo del escritor Feliciano de Silva.
Como tantos españoles, viajó a Italia. Allí publicó su obra Los amores de Clareo y Florisea y los trabajos de la sin ventura Isea, natural de la ciudad de Éfeso (Venecia, 1552), que se considera la primera novela bizantina de la literatura española; en sus diecinueve primeros capítulos es una imitación honradamente confesada por su autor de Los amores de Leucipa y Clitofonte del novelista griego Aquiles Tacio, que debió conocer a través de los Ragionamenti amorosi de Ludovico Dolce (1546). El prólogo que puso a su obra y otros elementos hace pensar a Constance Hubbard Rose que la novela alegorizaba el penoso exilio de los judíos tras la expulsión y recogía, bajo el lamento amoroso, el lamento del exilio judío y la queja por la situación de los conversos. El caso es que la obra cuenta con todos los elementos definitorios del género: el enamoramiento, el voto de fidelidad, el parentesco aparente, los desplazamientos por mar, el cautiverio, los sueños premonitorios, las muertes simuladas, el regreso a la patria y las bodas finales como premio a la constancia. La obra de Reinoso es de mayor calidad que la original, pues crea personajes de perfiles más humanos y cordiales. Imita, además, a Ovidio, a Séneca, Horacio y a Virgilio, del que remeda la bajada a los infiernos del libro VI de  su Eneida. Además incluye episodios caballerescos y pastoriles de su invención. Miguel de Cervantes leyó la obra y a veces la sigue de cerca en su Persiles.
El autor Miguel Ángel Teijeiro Fuentes ha editado recientemente la novela y la obra poética del autor.